# Georgi Georgiew (ur. 1947)
Georgi Georgiew (bułg. Георги Георгиев, ur. 3 sierpnia 1947) – bułgarski judoka. Olimpijczyk z Montrealu 1976, gdzie zajął trzynaste miejsce w wadze półśredniej.

## Letnie Igrzyska Olimpijskie 1976
| Konkurencja | Eliminacje             | Eliminacje            | Klas. końcowa |
| Konkurencja | Przeciwnik I           | Przeciwnik II         | Miejsce       |
| ----------- | ---------------------- | --------------------- | ------------- |
| 70 kg       | Ben Mahfoud (MAR) Z-wo | Vass Morrison (GBR) P | 13.           |